# ラムズゲートFC
ラムズゲート・フットボール・クラブ（Ramsgate Football Club）はイングランド、ケント州、サネット島、ラムズゲートを本拠地とするサッカークラブチームである。2010-2011シーズンはイスミアンリーグ・ディヴィジョン1・サウス（8部相当）に所属。

## リザーブチーム
ラムズゲートFCのリザーブチームは、地域リーグのケントリーグ・ファーストディヴィジョン（9部相当）に参加している。

## タイトル

### 国内タイトル
- イスミアンリーグ・ファーストディヴィジョン:1回

2005-2006
- ケントリーグ:2回

1998-1999,2004-2005

### 国際タイトル
- なし